# سكوت فيتزكلارد
سكْوت فيتزكلارد (بالإنجليزية: Scott Fitzgerald)‏ (13 أغسطس 1969 بوستمنستر في المملكة المتحدة - ) هو لاعب كرة قدم بريطاني في مركز الدفاع. شارك مع منتخب جمهورية أيرلندا تحت 21 سنة لكرة القدم وRepublic of Ireland national football B team ‏. أما مع النوادي، فقد لعب مع شيفيلد يونايتد وكولتشستر يونايتد ونادي برينتفورد ونادي ميلوول ونادي ويمبلدون.

## وصلات خارجية
- سكوت فيتزكلارد على موقع قاعدة بيانات كرة القدم.إي يو (الإنجليزية)
- سكوت فيتزكلارد على موقع Soccerbase.com (لاعب) (الإنجليزية)
- سكوت فيتزكلارد على موقع Soccerbase.com (مدرب) (الإنجليزية)
- سكوت فيتزكلارد على موقع عالم كرة القدم.نت (الإنجليزية)